# 마그닛
마그닛(러시아어: Магнит)은 러시아 최대 식품 소매 업체이다.  2016년 3월, 현재 2,385 개의 지역에서 12,434개의 점포를 보유하고 있다. 편의점 9715개, 하이퍼마켓 225개, 마그니트화장품 2337개, 마그니트 패밀리 스토어 157개 등을 보유하고 있다.
2014년 7월 기준으로 시가총액 기준으로 세계 4위 유통업체이다. 하지만, 2017년 기준으로 러시아 최대 유통업체는 X5 리테일 그룹이다.